# Ёсэ (театр)
Ёсэ (яп. 寄席, букв. «место, где собираются люди») — популярное японское театральное представление.

## История ёсэ
Театр ёсэ возник в XVII веке. Первоначально его представления устраивались на открытых площадках. В 1798 году Окамото Мансаку было построено первое специальное театральное помещение — ёсэба; число театров стало быстро расти, и уже в 1815 году, в период самой большой популярности ёсэ, в Эдо оно достигло ста двадцати пяти. К середине XIX века из-за правительственных ограничений в области зрелищных предприятий число ёсэба сократилось до пятнадцати. После Реставрации Мэйдзи ограничения были сняты, и театр ёсэ вновь обрёл широкую популярность.
В настоящее время во всей Японии существует всего лишь 5 ёсэ, четыре из которых находятся в Токио: это самый старый из сохранившихся театров — ёсэ Судзумото в районе Уэно (1857), театр Суэхиротэй в районе Синдзюку (1898), небольшой ёсэ в районе Икэбукуро (1952) и двухэтажный театральный зал в квартале Асакуса (1964).

## Конструкция театра
Театры, на площадках которых исполняются пьесы ёсэ, значительно меньше обычных японских театров и вмещают около трёхсот-четырёхсот человек. Зрители в театре располагаются прямо на полу на циновках; стульев в залах нет. Представления проходят на небольшой сцене, называемой кодза, без использования декораций: игра в театре держится на актёрах, выступающих без грима в обычном японском платье.

## Представления ёсэ
Программу представлений составляют рассказы кодан и ракуго (основные для ёсэ жанры), короткие анекдоты мандан, юмористический диалог мандзай, сценка с подражанием речи какого-л. актёра коваиро, звукоподражание мономанэ, чревовещание фукувадзюцу, японские традиционные танцы, жонглирование, акробатика, показ фокусов и т. п.. Наиболее популярным видом вокального искусства, составляющего часть программы ёсэ, является рокёку (тж. нанива-буси).
В ёсэ можно прийти практически в любое время. Они работают без выходных и билеты в ёсэ, как правило, продаются в день представления. Места в зрительном зале не пронумерованы, и он заполняется по мере прихода зрителей. Входить и выходить из зала можно в любое время. Во время представления зрителям разрешается принимать пищу и пить. Часто для этого в ёсэ зрителям продаются бэнто.